# Östersund och östersundare
Östersund och östersundare är en svensk svartvit stumfilm från 1928 med regi och manus av John Hagberg. Filmen var enligt ett annonsblad "Ett lokalt filmkåseri i 6 filmrullar med aktuella ut- och inslag om Östersunds gatu- och nöjesliv, marknadsgyckel och andra vällovliga näringar och små trevligheter."